# Take the Lead
Take the Lead (Déjate llevar en España y Ritmo y seducción en Latinoamérica) es una película estadounidense de 2006, del género drama, musical, dirigida por Liz Friedlander, protagonizada por Antonio Banderas, Rob Brown, Yaya Da Costa, Alfre Woodard y Jenna Dewan en los papeles principales.
Basada en la vida real de Pierre Dulaine, un bailarín y profesor de baile, inventor del método Dulaine.

## Argumento
Un grupo de estudiantes se está preparando para un baile escolar. Rock llega con un boleto dañado y el Sr. Temple y el director James le niegan la entrada. Después de irse, Rock es provocado por un grupo de matones para destrozar el auto del director. Cuando Pierre Dulaine entra en escena, todos salen corriendo. A la mañana siguiente, Pierre llega a la escuela para ver al director. Después de explicar que fue testigo del vandalismo en su coche, Pierre se ofrece a hacerse cargo del turno de detención y enseñarles bailes de salón. 
Ella acepta, aunque está segura de que no durará más de un día. Su primera clase va mal debido al escepticismo y la falta de cooperación de los estudiantes. Cuando Pierre regresa a la mañana siguiente, el director James explica que la razón por la que LaRhette se había negado a bailar con Rock el día anterior fue porque el hermano de Rock estaba involucrado en una guerra de pandillas, en la que una de las víctimas fue el hermano de LaRhette. En el estudio de danza de Pierre, Caitlin está bajo presión para aprender a bailar porque se acerca su cotillón. Se siente fracasada y envidia a Morgan por su elegante sensualidad, y le comenta a Pierre que es "como el sexo sobre madera dura". Esto le da a Pierre una idea de cómo llegar a las personas detenidas. 
Invita a Morgan a darles una demostración de tango, lo que inspira a los estudiantes a estar más dispuestos a aprender. Caitlin decide unirse a ellos para clases de baile y practica con Monster. Aunque al principio los otros estudiantes sospechan que ella quiere "decirles a sus amigos de clase alta que está en los barrios bajos", aprenden a aceptarla cuando ella admite que se siente mejor con ellos. LaRhette, hija de una prostituta, cuida a sus hermanos pequeños mientras su madre trabaja en la calle. Una noche, sale corriendo del apartamento y se dirige a la escuela después de que uno de los clientes de su madre intenta violarla. Mientras practica su baile, se encuentra con Rock, quien había bajado a dormir después de perder su trabajo y ser expulsado de su casa después de una confrontación física con su padre borracho por la muerte del hermano de Rock. Se pelean y son atrapados por la seguridad. El director James quiere suspenderlos a ambos, pero acepta darles detención adicional con Pierre. Pierre le cuenta a la clase sobre un concurso de baile en el que quiere que participen. Poco a poco, los estudiantes empiezan a confiar en Pierre; Kurd incluso visita su apartamento para hablar de sus problemas sexuales. 
Cuando el sótano de detención se inunda, Pierre lleva a los estudiantes a su estudio de danza para practicar. La gente se desanima por las habilidades de los estudiantes de Pierre allí, así como por la tarifa de entrada de $ 200 para el concurso. Sin embargo, Pierre logra inspirarlos nuevamente y promete pagar la tarifa. A LaRhette y Rock, que ahora han aprendido a respetarse mutuamente, se les asigna competir en el vals, y los rivales Ramos y Danjou aprenden a compartir a Sasha durante la práctica. El Sr. Temple se queja de que se desperdician los recursos de la escuela en el programa de danza. Cuando llevan a Pierre a una reunión con la asociación de padres, los convence de continuar con el programa después de demostrar cómo los bailes de salón han enseñado a los estudiantes "trabajo en equipo, respeto y dignidad". La noche del concurso, la pandilla a la que se unió le dice a Rock que debe participar en un robo. 
Dispara intencionalmente al sistema de rociadores, activa la alarma y todos tienen que huir. En la competencia, se anuncia que se entregará un premio de $5000 al equipo ganador. Monster interviene en el cotillón y salva a Caitlin de tropezar. Sasha, Danjou y Ramos interpretan un impresionante tango de tres personas, pero son descalificados porque el evento es un baile en pareja. Morgan recibe el premio, pero calma la tensión al declarar un empate y darle a Sasha su trofeo. La directora James está impresionada con el éxito del programa y le dice a Pierre que lo hará permanente. Rock llega en el último momento para bailar el vals con LaRhette, a quien besa al final. Los créditos finales aparecen mientras los estudiantes de Pierre bailan triunfalmente al ritmo de la música hip hop, haciéndose cargo del sistema de sonido.